# Liste des stations de radio en Espagne
Cet article présente la liste des radios en Espagne.
L’Espagne compte une multitude de stations de radio qui peuvent être classées en fonction de critères variés ; de la langue, de la portée de l'émission (puissance), de la thématique ou du propriétaire.
Normalement, ces stations dépendent de grands groupes de communication qui en plus disposent de chaînes de télévision et/ou des journaux.
Les principales radios espagnoles sont audibles par Internet.

## Radios ou réseaux nationaux

### Radios publiques

#### Radio Nacional de España
La Radio Nacional de España (RNE) est le radiodiffuseur public national d'Espagne et opère six stations de radio :
- Radio Nacional: depuis 1937; radio généraliste
- Radio Clásica: depuis 1965; radio classique
- Radio 3: depuis 1979; radio pop et rock destinée à un public jeune
- Ràdio 4: depuis 1976; radio régionale diffusant en catalan
- Radio 5: depuis 1994; radio d'actualités en continu
- Radio Exterior de España: depuis 1973; radio internationale

### Radios privées

#### Prisa Radio
- Cadena SER: généraliste
- Los 40 Principales: musique actuelle, pop
- Cadena Dial: musique en espagnol
- Radiolé: musique populaire en espagnol
- Máxima FM: musique électronique
- M80 Radio: musiques des années 70, 80 et 90

#### Radio Popular
- Cadena COPE: généraliste
- Cadena 100: musique variée
- MegaStar FM: musique actuelle, pop
- Rock FM: musique rock

#### Atresmedia Radio
- Onda Cero: généraliste
- Europa FM: musique actuelle, pop
- Melodía FM: musique variée

#### Unidad Editorial
- Radio Marca: radio sport

#### Grupo Intereconomía
- Radio Intereconomía: informations économiques

#### KISS media
- Kiss FM: musique variée
- Hit FM: musique actuelle, pop

Movemos Madrid sl
- Loca FM: musiques actuelles format dancefloor et électro house

## Radio régionales
| Radio                    | Groupe                                                | Lieu d’émission        | Langue    |
| ------------------------ | ----------------------------------------------------- | ---------------------- | --------- |
| Canal Sur Radio          | RTVA                                                  | Andalousie             | Espagnol  |
| Aragón Radio             | Corporación Aragonesa de Radio y Televisión           | Aragon                 | Espagnol  |
| Radio Castilla-La Mancha | Radiotelevisión de Castilla–La Mancha                 | Castille-La Manche     | Castillan |
| Equinox radio Barcelone  | la radio française de Barcelone                       | Catalogne              | Français  |
| Catalunya Ràdio          | Corporació Catalana de Mitjans Audiovisuals           | Catalogne              | Catalan   |
| Ona FM                   | PRISA                                                 | Catalogne              | Catalan   |
| Flaix FM                 | Grup Flaix                                            | Catalogne              | Catalan   |
| Ràdio Flaixbac           | Grup Flaix                                            | Catalogne              | Catalan   |
| Canal Extremadura Radio  | Corporación Extremeña de Medios Audiovisuales         | Estrémadure            | Espagnol  |
| Radio Galega             | Compañía de Radio-Televisión de Galicia               | Galice                 | Galicien  |
| IB3                      | Ente Público de Radiotelevisión de las Islas Baleares | Îles Baléares          | Catalan   |
| Onda Madrid              | Radio Televisión Madrid                               | Madrid                 | Espagnol  |
| Onda Regional de Murcia  | RTRM                                                  | Murcie                 | Espagnol  |
| Euskadi Irratia          | Euskal Irrati Telebista                               | Pays basque            | Basque    |
| Radio Euskadi            | Euskal Irrati Telebista                               | Pays basque            | Espagnol  |
| Ràdio Nou                | Ràdio Televisió Valenciana                            | Communauté valencienne | Valencien |